# Juan Bautista Topete y Viaña
Juan Bautista Topete y Viaña (Cartagena, 1784-Madrid, 23 de diciembre de 1847) fue un marino y militar español, jefe de escuadra de la Real Armada Española, Diputado de España por Sevilla y ministro de Marina de España.

## Vida
Era hijo de Ramón Topete y Fuentes y de su esposa Francisca de Paula Viaña, que tuvieron tres hijos: Francisco, Juan Bautista y José, siendo todos ellos marinos, pero Juan Bautista sería el más destacado de los tres. Casó con Doña Clara Carballo Romay, originaria de Tlacotalpan (Veracruz), que perteneció a una influyente familia Española del virreinato en la próspera región (contando entre sus parientes a Don Francisco Lagos Cházaro, Presidente de México a inicios del siglo XX, el General don Eduardo Hernández Cházaro, entre otros). Fueron padres de Juan Bautista Topete Carballo Romay, el célebre almirante de la Revolución de 1868, Ramón Topete Carballo Romay (vicealmirante) y Ángel Topete Carballo Romay (capitán de navío de 1.ª clase).
Sentó plaza de guardiamarina en la Compañía del Departamento de Ferrol el 1 de enero de 1799. En el ataque que los británicos efectuaron en 1800, en un intento de conquistar un segundo Gibraltar en el norte, recibió su bautismo de fuego, estando a las órdenes de su padre Ramón Topete, comportándose valerosamente.
Embarcó al mando de su padre en el navío de línea San Agustín, que pertenecía a la escuadra del general Juan Joaquín Moreno, en el año 1801. Con ella se hicieron a la vela en derrota del puerto de Cádiz, participando en el socorro de la escuadra francesa del almirante Linois que se hallaba bloqueada en el apostadero de Algeciras por una escuadra británica.
Al regreso, el almirante francés quería llevar a Cádiz a un buque británico de 74 cañones que había apresado, lo que impidió, al tenerlo que llevar a remolque, el que la escuadra navegara a su marcha normal. Los franceses iban en vanguardia y los españoles a retaguardia y los últimos, en líneas paralelas eran dos navíos de tres puentes y 118 cañones españoles, el Real Carlos y el San Hermenegildo.
Por una treta de los británicos, uno de sus navíos disparó en noche cerrada sobre el Real Carlos, que respondió al fuego con tan mala fortuna que los proyectiles dieron al San Hermenegildo, por lo que los dos navíos se cañonearon hasta que los incendios dieron luz suficiente para distinguirse. Entonces se dieron cuenta del error, pero ya los dos estaban tan castigados que se fueron al fondo de la mar y con ellos más de dos mil hombres.
Topete fue ascendido a alférez de fragata en octubre de 1802. Al año siguiente embarcó en el bergantín Descubridor, navegó por aguas del golfo de México, pasando luego a otros buques y siguió realizando cruceros por las Antillas y el seno mexicano en persecución de contrabandistas, manteniendo varios encuentros con estos. En junio de 1806 se le otorgó el mando de la goleta Mercedes, con la que participó en dos expediciones, una a Portobelo y la otra a Panamá. En el mes de noviembre se le ordenó encargarse interinamente de la capitanía del puerto de Cartagena de Indias.
De regreso en España, se le destinó al Arsenal de Cádiz. Cuando el levantamiento contra el invasor francés, tomó parte en el ataque a la escuadra francesa del almirante Rosily, estando embarcado en la fragata Flora, de la escuadra del general don Juan Ruiz de Apodaca, donde también estaban su padre y su tío Juan de Dios, hasta la rendición del enemigo, por lo que en este hecho de armas ningún Topete estuvo ausente.
Fue destinado después a efectuar algunos tornaviajes a América para el transporte de azogues y tropas, así como el correo. En 1809, se le nombró alférez de navío. Poco después salió para Montevideo y allí recibió el mando de la goleta Carmen, con la que regresó al puerto de Cádiz conduciendo unos pliegos.
En mayo de 1811 fue ascendido a teniente de fragata. En el mes de julio de aquel año se dirigió a La Habana y a Veracruz, desembarcando en esta última, junto con otros jefes y oficiales de la Armada combatió en la guerra del virreinato de México, mereciendo por comportamiento en ella el ascenso a teniente de navío en diciembre de 1812. El 4 de junio de 1812 se le nombró comandante con asiento en Tlacotalpan, ese mismo año liberó gran parte de la cuenca del Papaloapan de los insurgentes (Cosamaloapan, Chacaltianguis, Tesechoacán, Amatlán, entre otros lugares y haciendas, incluyendo algunos puntos del estado de Oaxaca), contrayendo matrimonio en 1817 con doña María Clara Carballo y Romay, hija de don José Ramón Carballo y Yácola, y de doña María Teresa Romay de Lomba, ambos pertenecientes a ilustres familias de Tlacotalpan y San Andrés Tuxtla respectivamente.
En los siguientes años continuó en la misma misión, distinguiéndose en numerosos hechos de armas, por lo que en octubre de 1819 obtuvo el ascenso a capitán de fragata.
En 1821 quedó incorporado al apostadero de Veracruz, que estaba al mando del capitán de fragata Francisco Murias, encomendándosele el mando al fallecimiento de su titular.
Encontrándose en esta situación, y por el empuje de los insurrectos, se le encomendó la misión de retirar a la guarnición de Veracruz y transportarla al fuerte de San Juan de Ulúa. Por su brillante comportamiento en esta acción se le concedió el escudo de Distinción.
En 1824 se le nombró comandante de las fuerzas terrestres del Apostadero de La Habana, conforme a una nueva reestructuración, y de segundo jefe de las fuerzas navales, siendo ascendido a capitán de navío en el mes de septiembre. En este año se le dio el mando de una división, compuesta de tres buques, acompañando a varios transportes, transportó tropas, víveres y pertrechos con destino al castillo de San Juan de Ulúa, desempeñando brillantemente esta comisión, pese a estar a la vista del enemigo. Al mismo tiempo se convirtió en un extraordinario auxiliar de Ángel Laborde, quien al llegar con buques malparados en los combates, cuando regresaba de otra misión, se encontró con que los primeros ya estaban listos y preparados para hacerse a la mar, a realizar sus cruceros y misiones oportunas. Por todos estos servicios tan brillantemente desempeñados, se le había otorgado la Cruz de Isabel la Católica y la de la Marina de Diadema Real, de lo que lógicamente el condecorado se enteró unos meses después.
Gracias a su entrega y dedicación, se pudo efectuar el riguroso y efectivo bloqueo de Cayo Hueso, que obligó al comodoro Poters a desarmar sus buques, pues le resultó imposible hacerse a la mar durante más de un año, así como el apresamiento del bergantín mexicano Guerrero por la fragata Lealtad, uno de los escasos buques que componían la flota de Laborde en el apostadero de La Habana. En 1829, se le ascendió al grado de brigadier, continuando en su cometido en la isla de Cuba.
En septiembre de 1832 se le otorgó el mando de la fragata Restauración, sin dejar el anterior cometido, y cuando falleció el general Laborde en 1834, quedó como comandante general interino de las fuerzas navales. En el mes de mayo de 1836, pasó a serlo en propiedad, desempeñando este cargo hasta 1838, en que fue ascendido a jefe de escuadra, siéndole otorgada poco después la Gran Cruz de San Hermenegildo.
Este mando produjo los consabidos celos, por creerse postergado un jefe con más antigüedad. Pero se hizo caso al general Laborde, quien en su lecho de muerte había recomendando su nombramiento. Como segundo del capitán general Tacón, prestó una eficaz aportación y soporte al general Lorenzo, quien en esos momento se dedicaba de lleno a la labor de los interminables combates con los disidentes de la isla de Cuba.
En enero de 1839 se le nombró miembro de la comisión regia, constituida por Orden Real, para la información de la Reina, pues esta quería saber del gobierno y administración, así como todo lo referente a la situación en las islas de Cuba y Puerto Rico. Al finalizar la comisión a principios de 1840, en el mes de julio fue nombrado comandante general del Departamento de Cádiz, cargo que ocupó durante poco tiempo. A continuación fue nombrado vocal de la Junta Económica de la Armada, plaza que ocupó hasta ser nombrado ministro del Tribunal Supremo de Guerra y Marina y consejero Real. Redactó un reglamento para el Colegio Naval Militar, que estuvo por espacio de muchos años, sobre las mesas de los guardamarinas.
Fue elegido en 1845 diputado a Cortes por el partido Moderado por la jurisdicción de Morón (Provincia de Sevilla), patria de sus antepasados por línea paterna.
En febrero de 1846, al ser disuelto el Gobierno que presidía el general Narváez, la reina designó al marqués de Miraflores nuevo presidente del gobierno. Éste lo eligió como ministro de Marina, cargo que aceptó con marcada repugnancia y solo por obediencia a la Reina. Desempeñó el ministerio por espacio de un mes, pues el general Narávez formó al final un nuevo Gobierno. Dada la brevísima duración del ministerio, a su salida fue repuesto en su plaza de ministro del Tribunal Supremo de Guerra y Marina, cargo que ocupó hasta su fallecimiento.
Agravada de modo notable la enfermedad que padecía tras el conocimiento de la muerte del único hijo que no era marino, ahogado en el naufragio del buque que lo transportaba desde La Habana a Veracruz, falleció al cabo de un año y diez meses. Dejaba atrás una limpia ejecutoria, con una brillante hoja de servicios, y el fruto logrado de sus tres hijos marinos: Ramón, Juan Bautista y Ángel, que llegaron al almirantazgo tras dilatados servicios a la Armada y a España.
También sus hijas Salomé y Carmen se casaron con marinos; la primera con Manuel Baldasano y la segunda con Francisco Núñez, por lo que el entronque del apellido con la Armada se ha ido afianzando en posteriores y sucesivos vínculos.